# Slow and Steady
「Slow and Steady」（スロウ・アンド・ステディ）は、LAZYの19枚目のシングル。2017年12月6日にLantisから発売された。

## 概要
デビュー40周年記念シングル。存命中のメンバー3人が1曲ずつ作曲し、デビュー曲を作詞した森雪之丞が歌詞を提供している。
前作「Reckless」に引き続き、ベースを山本直哉、ドラムを村石雅行が担当した。ただし、「1977」のみ高崎晃がベースとドラムも担当し、ドラムセットは樋口宗孝のものが使われている。
2017年12月に行われたライブ『LAZY 40th Anniversary Special Live Slow and Steady』にて全曲を演奏。また、同ライブのDVD盤に「Wandering Soul」のミュージック・ビデオが収録されている。

## 収録曲
全編曲：LAZY
1. Wandering Soul
作詞：森雪之丞、作曲：井上俊次
2. 1977
作詞：森雪之丞、作曲：高崎晃
3. Happiness 〜二人で過ごすX'mas〜
作詞・作曲：影山ヒロノブ
4. Wandering Soul (Instrumental)
5. 1977 (Instrumental)
6. Happiness 〜二人で過ごすX'mas〜 (Instrumental)